# Nicolette Hellemans
Pour les articles homonymes, voir Hellemans.
Nicolette Hellemans est une rameuse néerlandaise née le 30 novembre 1961 à Groningue. 
Elle est la sœur de la rameuse Greet Hellemans.

## Palmarès
- Jeux olympiques d'été de 1984 à Los Angeles
  -  Médaille d'argent en deux de couple.
  -  Médaille de bronze en huit[1].